# ملنتیفسکی
ملنتیفسکی (به لاتین: Melentyevsky) یک منطقهٔ مسکونی در روسیه است که در بخش کونوشسکی واقع شده‌است.